# Pierre-Joseph Redouté
Pierre-Joseph Redouté (ur. 10 lipca 1759 w Saint-Hubert, zm. 19 czerwca 1840 w Paryżu) – belgijski malarz i rysownik, znany głównie z perfekcyjnych ilustracji botanicznych, nazywany przez współczesnych Raphaël des fleurs.

## Życiorys
Redouté urodził się w Belgii, nigdy nie zdobył formalnego wykształcenia, ale pochodził z rodziny o tradycjach artystycznych. Od 13. roku życia pracował jako wędrowny malarz i ok. 1782 osiadł na stałe w Paryżu. Jego nauczycielem był Gerard van Spaendonck.
Pomimo że artysta żył w burzliwych czasach, to jego kariera rozwijała się bez względu na to, kto był aktualnie u władzy. Był protegowanym królowej Marii Antoniny, a później cesarzowych Józefiny i Marii Ludwiki. Od 1792 pracował we Francuskiej Akademii Nauk, a od 1824 wykładał w Muzeum Historii Naturalnej w Paryżu.
Dorobek Redouté jest imponujący, pozostawił po sobie ponad 2100 tablic, przedstawiających 1800 gatunków roślin, z których wiele było opisanych po raz pierwszy. Szczególną popularność przyniosły mu akwarele i rysunki kwiatów. Wydana w latach 1817–1824 kolekcja Les Roses zawierała sto sześćdziesiąt tablic z ilustracjami kwiatów, które wykonano na podstawie akwareli autora, metodą grawerowania punktowego.

## Najważniejsze dzieła
- Geraniologia (1787–1788)[2]
- Plantes grasses (2 tomy, 1790)[3]
- Traité des arbres et arbustes que l’on cultive en France, par Duhamel. Nouvelle édition, avec des figures, d’après les dessins de P. J. Redouté (7 tomów, 1800–1819)
- Les Liliacées (8 tomów, 1802–1816)[4]
- Les Roses (3 tomy, 1817–1824)[5]
- Choix des plus belles fleurs et de quelques branches des plus beaux fruits. Dédié à LL. AA. RR. les princesses Louise et Marie d’Orléans (1827)
- Catalogue de 486 liliacées et de 168 roses peintes par P.-J. Redouté (1829)
- Alphabet Flore (1835)

## Galeria

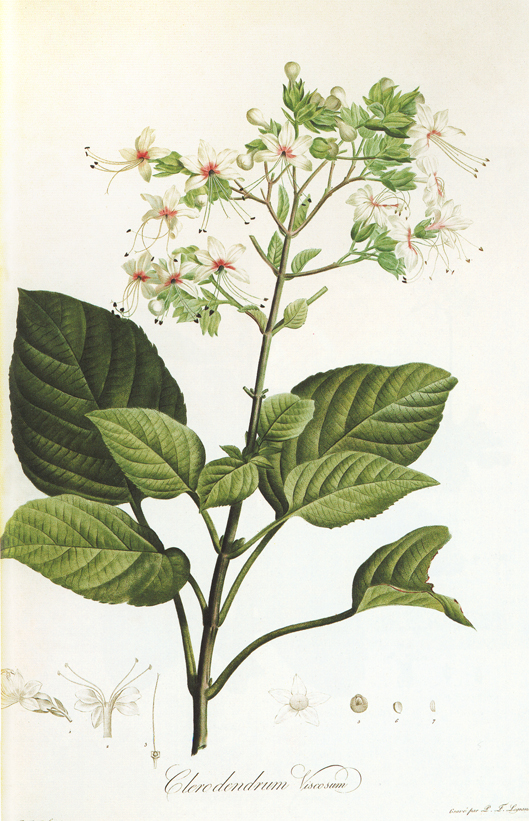
Clerodendrum viscosum
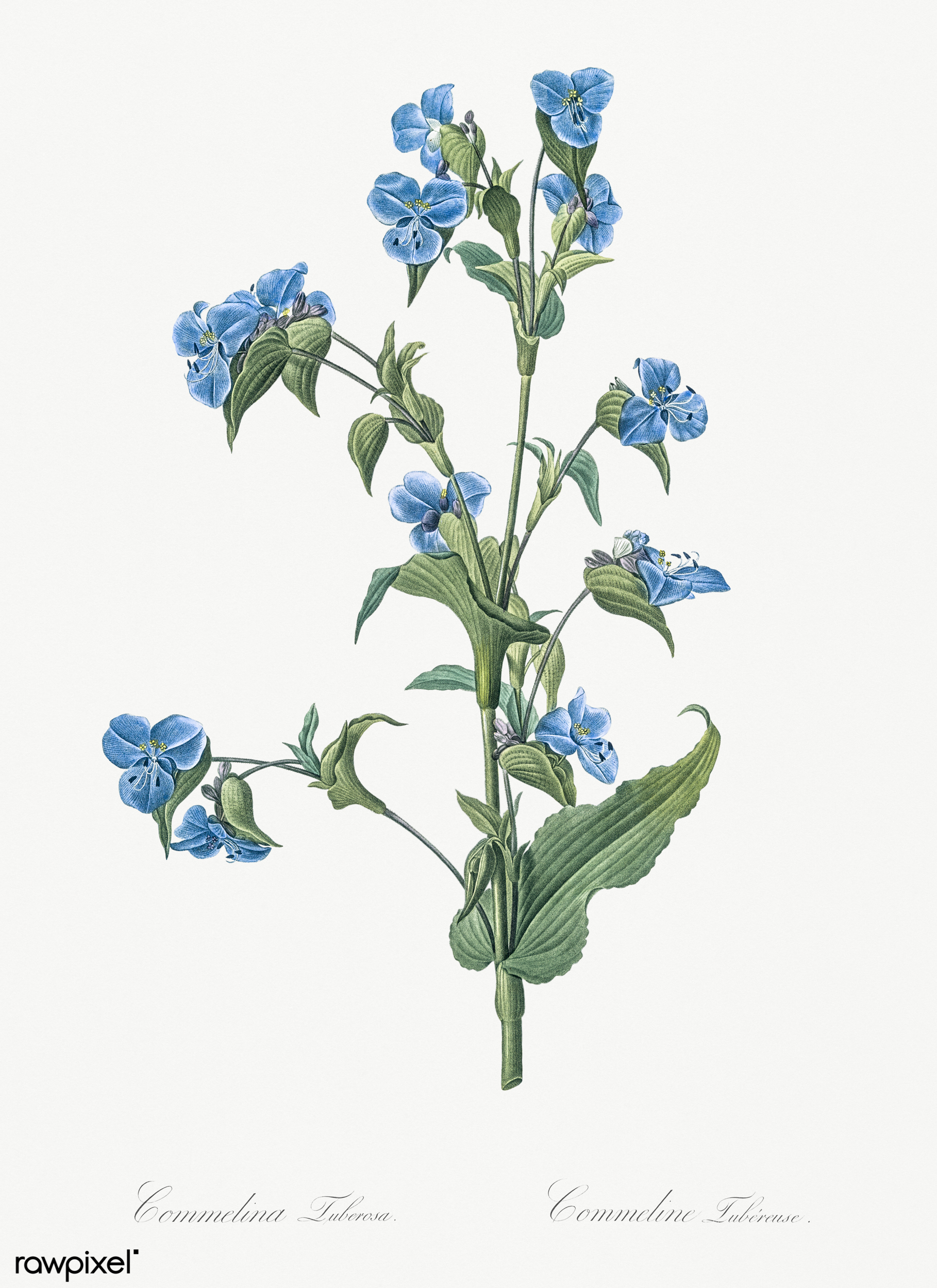
Commelina tuberosa
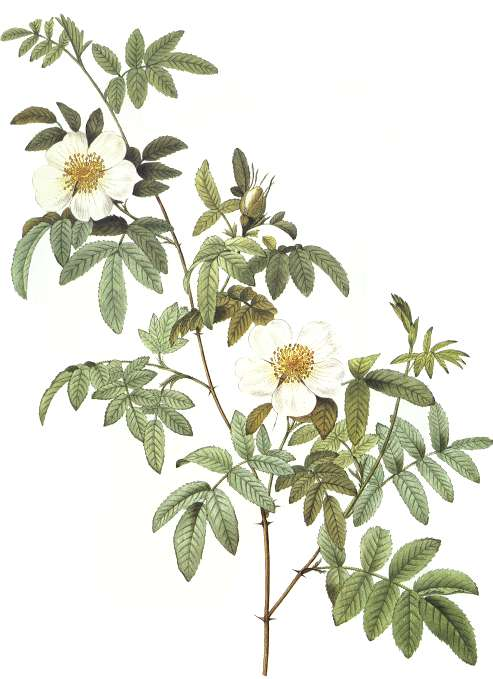
Rosa clinophylla
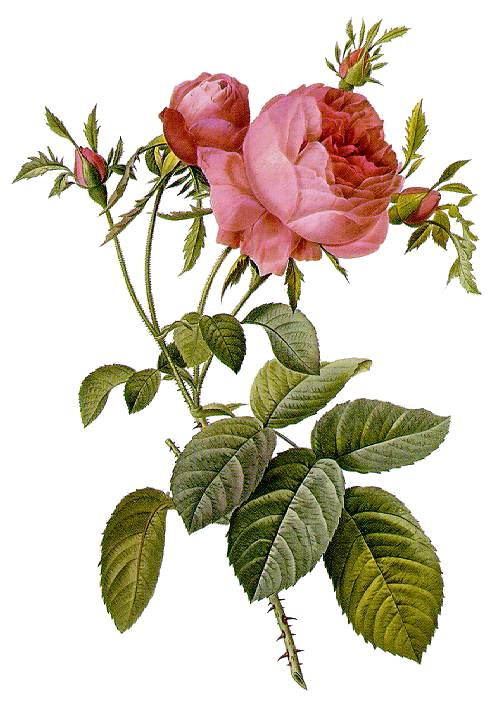
Rosa centifolia
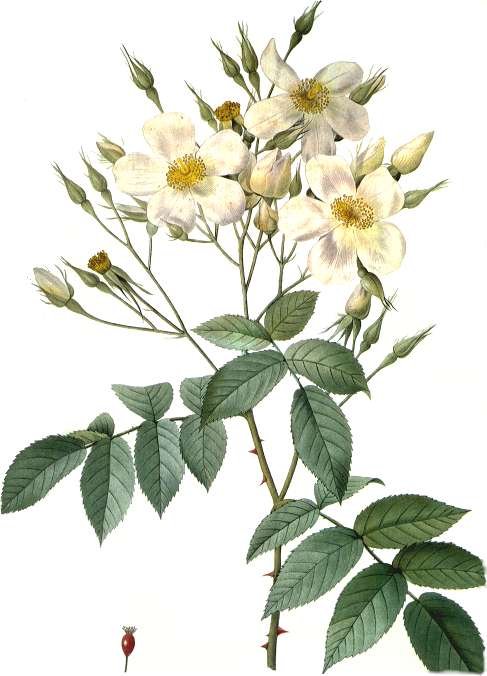
Rosa moschata